# Каллоні (футбольний клуб)
«Каллоні» (грец. Αθλητική Ένωση Λεκανοπεδίου Καλλονής) — грецький футбольний клуб з міста Мітилена, заснований 1994 року в результаті злиття клубів «Арісвос Каллоні» та «Аполло Дафія». Домашні матчі приймає на Муніципальному стадіоні, потужністю 3 300 глядачів. Нині виступає у другому дивізіоні чемпіонату Греції.
Протягом 2013—2016 років клуб виступав у Суперлізі Греції.